# آن سبنسر (متسابقة يخت)
آن سبنسر (بالإنجليزية: Anne Spencer)‏ هي متسابقة يخت بريطانية، ولدت في 15 ديسمبر 1938 في يوركشاير في المملكة المتحدة، وتوفيت في 15 يوليو 2012 بسبب مرض.